# Chow Park Wing
Chow Park Wing (* um 1924) ist ein myanmarischer Segler.
Er trat gemeinsam mit seinem Partner Gyi Khin Pe zweimal bei Olympischen Spielen an. 1956 landeten die beiden in der Port Phillip Bay vor Melbourne mit ihrem Sharpie Kingfisher abgeschlagen auf dem 13. und letzten Platz. Vier Jahre später bei den Segelwettbewerben im Golf von Neapel fuhren sie mit ihrem Boot Yangon in der Bootsklasse Flying Dutchman auf Rang 29 (von 31).